# ГЕС Тіста-Нижня IV
ГЕС Тіста-Нижня IV — гідроелектростанція на сході Індії у штаті Західний Бенгал. Знаходячись після ГЕС Тіста-Нижня ІІІ, становить нижній ступінь у каскаді на річці Тіста, яка дренує східну частину Гімалаїв (район між Непалом та Бутаном) і впадає праворуч до Брахмапутри.
У межах проекту річку перекрили гравітаційною греблею із ущільненого котком бетону висотою 45 метрів та довжиною 511 метрів, яка утримує водосховище з припустимим коливанням рівня поверхні між позначками 179 та 182 метри НРМ.
Через чотири водоводи довжиною по 45 метрів та діаметром по 7 метрів ресурс подається у розташований біля підніжжя лівобережної частини греблі машинний зал. Основне обладнання станції становлять чотири турбіни типу Каплан потужністю по 40 МВт, які при напорі у 25 метрів забезпечують виробництво 720 млн кВт-год електроенергії на рік.
Для проходження відпрацьованої води нижче за машинний зал обладнали відвідний басейн (поглиблена ділянка русла) довжиною 98 метрів.
Видача продукції відбувається по ЛЕП, розрахованій на роботу під напругою 220 кВ.